# Ryan Mallett
Ryan Mallett (Batesville, 5 giugno 1988 – Destin, 27 giugno 2023) è stato un giocatore di football americano statunitense che ha militato nel ruolo di quarterback nella National Football League (NFL). Fu scelto nel corso del terzo giro (74º assoluto) del Draft NFL 2011 dai New England Patriots. Al college ha giocato a football all'Università dell'Arkansas.

## Carriera

### New England Patriots
Mallett fu scelto nel corso del terzo giro del Draft 2011 dai New England Patriots. Nella sua stagione da rookie non disputò alcuna partita, rimanendo per tutto l'anno il terzo quarterback nelle gerarchie della squadra, dietro a Tom Brady e Brian Hoyer.
Nella terza gara di pre-stagione del 2012 contro i Tampa Bay Buccaneers, Malley passò per due touchdown e terminò con un ottimo passer rating di 107,7.
Nella settimana 8 del 2012 i Patriots vinsero nettamente contro i St. Louis Rams nella cornice speciale dello Wembley Stadium a Londra; Mallett fece il suo debutto nella NFL entrando nel quarto periodo e completando un passaggio su tre per 17 yard. Anche nel 2013, l'ultima stagione coi Patriots, continuò ad essere la prima riserva di Brady.

### Houston Texans
Il 31 agosto 2014, Mallett fu scambiato con gli Houston Texans per una scelta del sesto giro del Draft 2015. Dopo avere passato la prima metà della stagione come riserva di Ryan Fitzpatrick, all'alba della settimana 10 fu nominato titolare per la prima volta in carriera. Dopo il turno di pausa, debuttò quindi nella settimana 11 contro i Browns passando per 211 yard, due touchdown, di cui il primo in carriera a J.J. Watt, e subendo un intercetto, nella vittoria esterna per 23-7. Sette giorni dopo però, durante il riscaldamento pre-partita, aggravò un precedente problema a un pettorale, che pose fine alla sua stagione, malgrado quel giorno fosse riuscito a partire come titolare nella gara poi persa coi Bengals.
Mallett tornò in campo nella pre-stagione 2015, ma gli fu preferito il nuovo arrivato Brian Hoyer come titolare per l'inizio della stagione regolare. Questi però nel primo turno, perso contro i Chiefs, faticò, venendo sostituito a sei minuti dal termine da Mallett, che guidò la squadra a segnare due touchdown, scalzando il compagno per il posto di titolare nella gara successiva, persa contro i Panthers. La prima vittoria giunse nel terzo turno contro i Buccaneers in cui passò 228 yard, un touchdown e subì un intercetto. Sette giorni dopo, Mallett fu a sua volta sostituito da Hoyer nella gara contro i Falcons dopo che Houston era in svantaggio di oltre 40 punti. Malgrado ciò, tornò a partire titolare nel turno successivo contro i Colts, salvo essere nuovamente sostituito nel secondo quarto. Per la gara successiva, Hoyer divenne di nuovo titolare.
Il 27 ottobre 2015, il giorno dopo che perse il volo della squadra diretto a Miami per affrontare i Dolphins, Mallett fu svincolato.

### Baltimore Ravens
Il 15 dicembre 2015, Mallett firmò con i Baltimore Ravens in seguito agli infortuni di Joe Flacco e Matt Schaub, venendo nominato titolare per le ultime due gare della stagione. Nella settimana 16, i Ravens batterono a sorpresa i rivali di division di Pittsburgh; nella partita Mallett stabilì il suo nuovo primato personale di 274 yard passate, con un touchdown.
Nel terzo turno della stagione 2017, a Londra contro i Jaguars, Flacco fu tolto nel secondo tempo con la squadra in svantaggio per 44-0 e Mallett subentrò facendo segnare ai suoi l'unico touchdown di giornata con un passaggio per Ben Watson.

### Dopo il ritiro
Nel 2022 Mallett fu assunto come capo allenatore di football alla White Hall High School nel suo nativo Arkansas dopo aver iniziato la sua carriera di allenatore come assistente alla Mountain Home High School.

### Morte
Il 27 giugno 2023, mentre si trovava a Destin, in Florida, è morto per annegamento.